# Анізохронність
Анізохронність (рос. анизохронность, англ. anisochrony) — нееквівалентність хімічних зсувів енантіотопних ядер у спектрах ЯМР. Виникає внаслідок порушення ізохронності хіральними взаємодіями, наприклад, у середовищі оптичноактивних розчинників або в присутності оптичноактивних зсувних реагентів.